# Csillámfestés

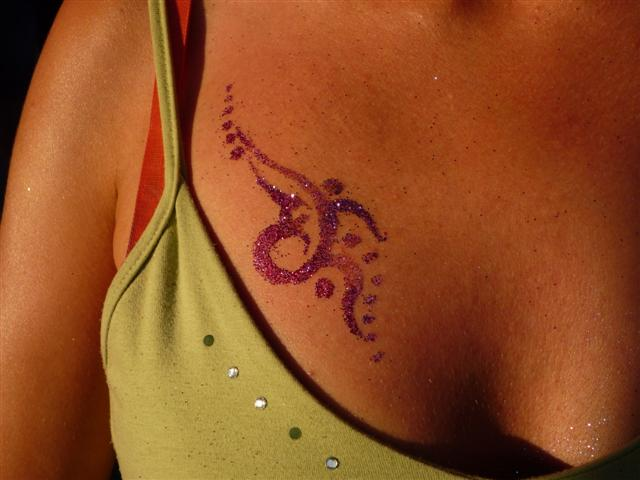

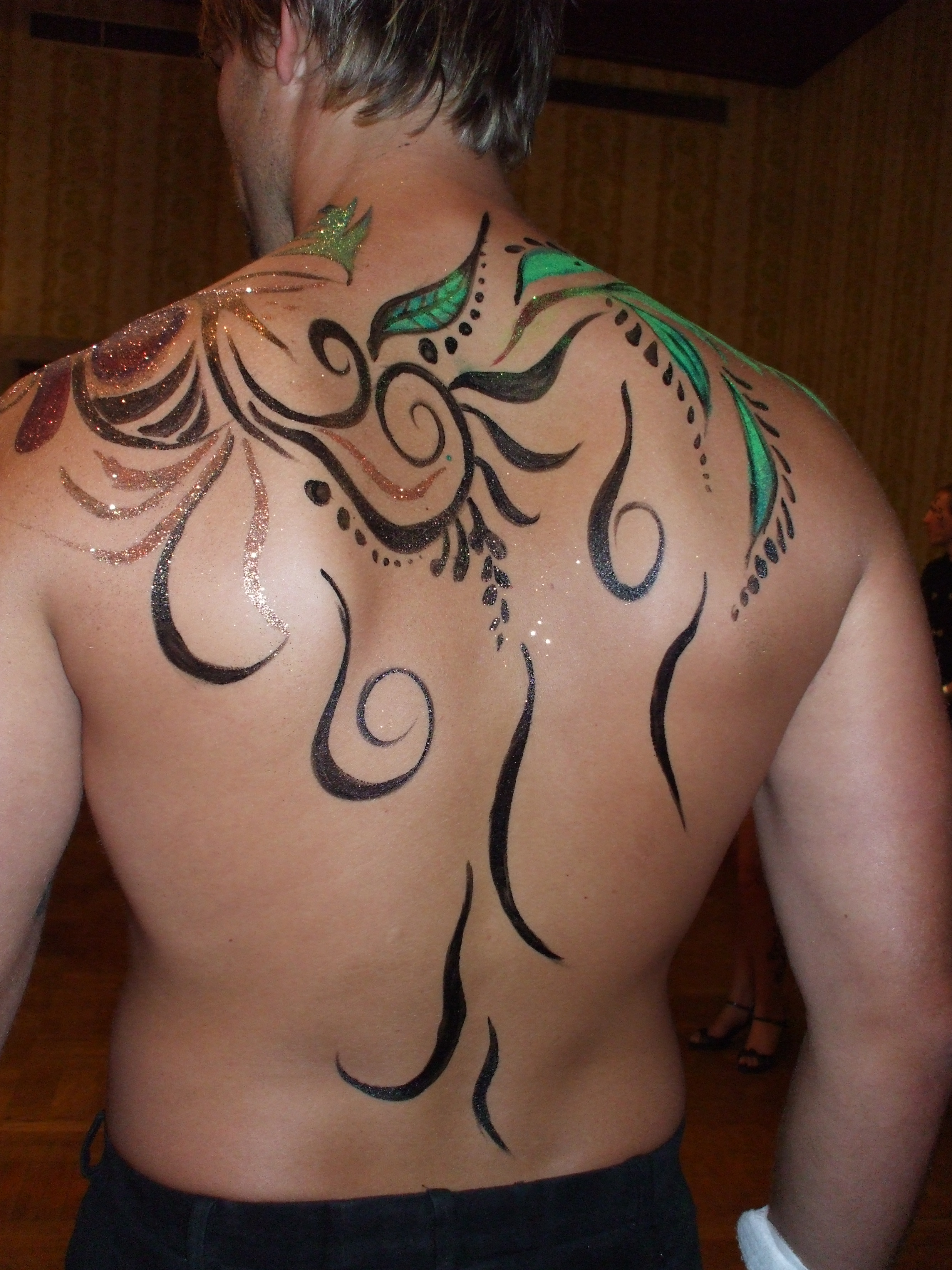

A csillám csillámfestés vagy csillámos testfestés a testfestés egy formája, ahol a festett területet csillámporral fedik le.

## Csillám tetoválás

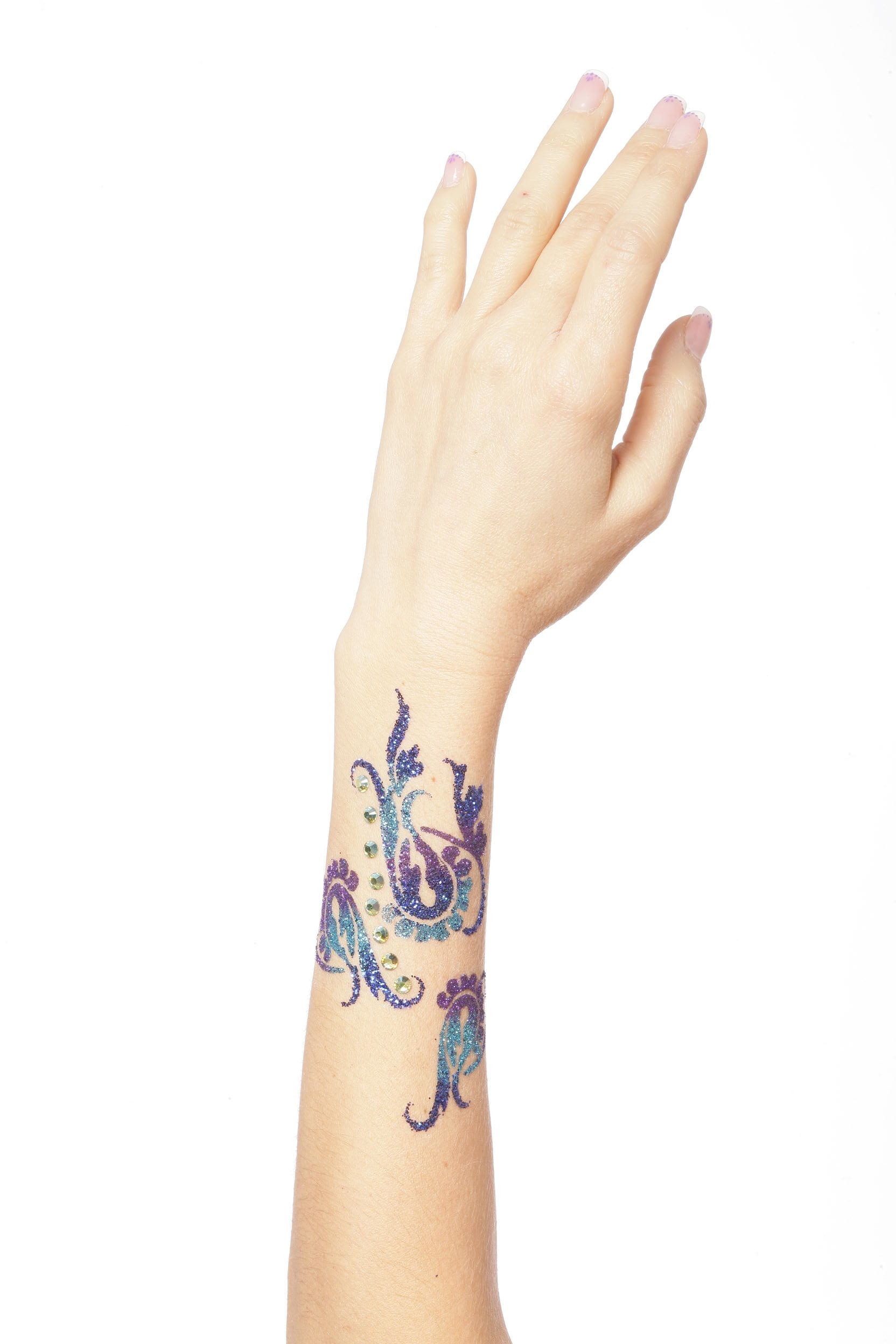

Minden csillámfestést csillámtetoválásnak is nevezhetünk. Általában a kisebb felületen történő festést nevezzük csillámtetoválásnak, bár nincs egységes vélemény a „kis” és „nagy” méreteket illetően. A minták besorolása és elnevezése is teljesen szubjektív.
Csillámtetoválást legtöbbször festősablonnal készítünk. A festősablon olyan előre elkészített mintát tartalmaz, aminek segítségével különösebb művészi érzék nélkül is szép csillámtetoválást alkothatunk.

## Csillámfestés vízparton
A csillámfestés népszerű azok között, aki tengerpartra járnak nyaralni. Sokszor úgy is nevezzük ezeket a munkákat, hogy vízparti csillámfestés.
A vízpart és a csillámfestés nagyon jól összeillenek, hiszen a napsütésben gyönyörűen csillognak ezek a színes minták. A csillogó minták további hangsúlyt kapnak a test mozgása által.
A vízparton történő csillámfestés viselésének további előnye, hogy a testre készített minta nincs ruhával fedve, így lehet büszkén, a többiek szeme láttára viselni.
Vízálló tulajdonsága miatt sokan ékszerként, vagy inkább ékszer helyett viselik a csillámfestést. Nem lehet ellopni, súlytalan, és pár perc alatt elkészíthető. Készítése mindenféle előképzettség nélkül is egyszerű: egy jó minőségű nyaklánc-, karkötő-, vagy kézfej-festősablon segítségével pár perc alatt megvan. A csillámfestés népszerűsége így még jobban érthető.

## Esküvői festés

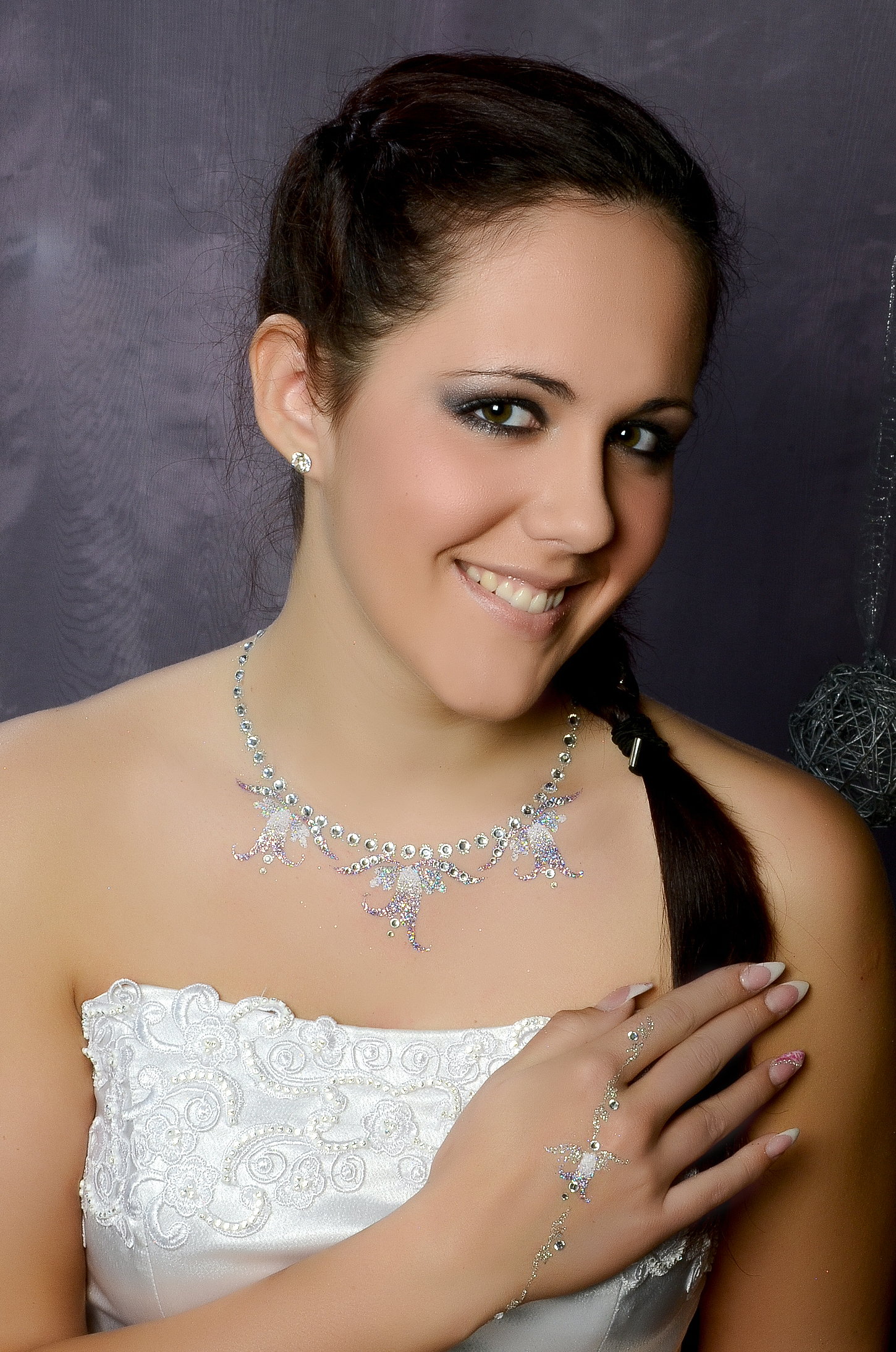

A csillámtetováláson belül egyre nagyobb népszerűségnek örvend az esküvői testfestés. Célja szerint három különböző csoportba sorolható:
- Csillogó ékszer. Csillámtetoválások, melyek nyaklánc, kézfej, karkötő vagy bokalánc alakúak, a stílusosság és csillogás jegyében biztosítanak egyedi megjelenést.
- Tetoválás elrejtése. A menyasszonyok ritkán szeretnék, állandó, sötét színű tetoválásuk az esküvői ruha mellett látható lenne. Egy elegáns csillámtetoválással egyszerűen, a ruha és az esküvő stílusához illően elrejthetjük ezeket a tetoválásokat.
- Csábító csillámfestés. Az újdonsült feleség meglepi férjét a nászéjszakán. Egy izgalmas testrészre elhelyezett csillám tetoválás erre kitűnő lehetőséget nyújt. Nézzük, hová szoktak leggyakrabban csillámtetoválást készíteni a testfestők: köldök, alhas, derék, hát. Néha bokára, combra, mellre is kerülhet csillogó testdísz.

## A felhelyezés módja

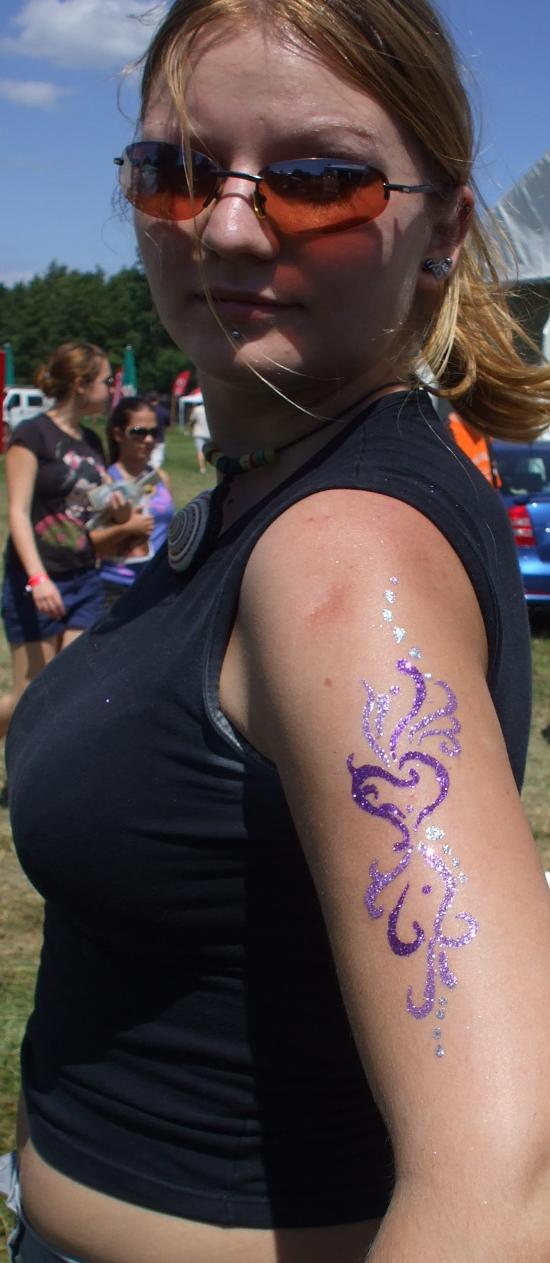

A mintát leggyakrabban bőrbarát csillám tetoválás ragasztóval festik meg a bőrre, majd erre kerülnek rá a különböző színű csillámporok.

## Jellemzők összehasonlítása
Ideiglenes és tartós testfestési módok összehasonlítása:
|                      | Csillámfestés                                       | Henna                          | Tetoválás                             |
| -------------------- | --------------------------------------------------- | ------------------------------ | ------------------------------------- |
| Szín                 | élénk vagy visszafogott színek széles skálája       | korlátozott (barna árnyalatai) | színek széles skálája                 |
| Tartósság            | 3-22 nap                                            | 3-22 nap                       | állandó                               |
| Elkészítés ideje     | Rövid (5 perc)                                      | hennapaszta a bőrön 6 órán át  | néhány perc (bőr megnyugvása pár nap) |
| Hatása az egészségre | Külső minta, biztonságos                            | Bőrbe szívódik, biztonságos    | Bőrbe kerül a festék, fertőzésveszély |
| Elkészítése          | Fájdalommentes                                      | Fájdalommentes                 | Fájdalmas                             |
| Alapanyag            | Kozmetikai minőségű anyagok: csillámpor és ragasztó | Természetes henna              | Kémiai alapanyag                      |

## Biztonság
Sokan nem tudják, milyen fontos a biztonság. A csillámtetoválásnak sok előnye lehet, de nem szabad figyelmen kívül hagyni a biztonságos alapanyagok használatának elvét. Ha ezt figyelmen kívül hagyjuk, komoly allergiás reakciókkal találkozhatunk. A következő allergiás reakciók léphetnek fel nem megfelelő minőségű alapanyagok használata esetén: bőrpír, égés, duzzadás a csillám tetoválás alatt és környékén, a bőrfelszínen.

### Csillám tetoválás ragasztó
A ragasztó esetében létfontosságú, hogy nem csak annak jól tapadó tulajdonságáról kell meggyőződnie a testfestőnek, hanem arról is, hogy nem tartalmaz e káros, irritáló vegyi anyagokat.
Kiderülhet, hogy egy erős gél ragasztó, ami egy-két hétig megtartja a csillámport a bőrön, veszélyes anyagokat tartalmaz. Lehet, hogy az allergiás reakció nem jelenik meg azonnal, viszont amint a szervezet reakciója kialakul, az később erősödhet, és bőrpír, duzzanat, égő, viszkető érzés jelenhet meg.

### Kozmetikai csillámpor
Csillámport óvatosan kell választani. A hobbi célra gyártott csillámporok kemény műanyagot, fémet is tartalmaznak, így ezt feltétlenül kerülni kell.
Kevesen tudják, hogy az olcsó, körömdíszítés céljából gyártott csillámporok nem alkalmasak csillámfestésre. Néhány szín összetevője kifejezetten káros a bőrön való alkalmazás esetében.
Csak az OÉTI által jóváhagyott, az EU-s kozmetikai törvénynek is megfelelő könnyű, puha kozmetikai csillámporok alkalmasak csillámfestésre.
Ha az alkalmazni kívánt alapanyagok az OÉTI és EU szabályainak is megfelelnek, címkéjük valószínű, hogy említeni fogja ezt a termékjellemzőt.
További intézkedésként fontos, hogy a csillámfestést soha ne alkalmazzuk szemhez vagy szájhoz közel. Az alapanyagok csak külső, bőrön való alkalmazása megengedett. Nyálkahártyára, szembe kerülve sérülést is okozhatnak.

## Hogy távolítható el a megunt csillámfestés?
Illatszerboltban kapható olajos törlőkendővel vagy illóolajos vattával eltávolítható a csillámporos testfestés.

## Kozmetikai csillámpor típusok
Kozmetikai csillámpor típusok:
- Metál színű csillámpor: A metálos ragyogású csillámporok a legélénkebb és legnépszerűbb csillámporok.
- Hologramos csillámpor: Ezek a ragyogó csillámporok 4-5 színben változtatják a színüket attól függően, hogy milyen szögben verődik vissza róluk szemünkbe a fénysugár.
- Színjátszó csillámpor: A színjátszó – irizáló vagy szivárványszínű – csillámporok pasztell árnyalatai többnyire áttetszőek, általában 2-3 színben játszanak.

## Más típusú csillogó testfestés

### Selyempor
Selymesen csillogó selyemporokat csillámpor helyett, vagy azt kiegészítve is használhatunk a ragasztón. A selyemport akár egész testes, vagy arcra korlátozódó testfestésen használjuk elsősorban arra, hogy hangsúlyossá tegyük a vele beszórt mintát.

### Zselé csillám
Az arcfestők gyakran fejezik be munkájukat egy kis csillámporral, kiemelve ezzel a minta bizonyos részeit. A zselés állagú csillám gyenge ragasztóképességgel rendelkezik, így tökéletesen megfelel arra célra, hogy a már megszáradt arcfestésen is megtartsa a csillámport.

### Stasszkő
A stasszkő csillogása nagyon jól illik a tündérek-hercegnők világához, így a kislányok által kedvelt díszítőelem az arcfestésben. A strasszköveket egyenként kell felragasztani a bőrre. Szintén használhatók a csillám tetoválás kiegészítéseképp, esküvői testfestésben is.

### Vad Ajkak
A Violent Lips ajakminták közül olyan ajakmatricák is elérhetők, melyek csillámporos bevonatuk által csillogóvá varázsolják az aljakat, de nem kenődnek el úgy, mint a rúzsok.

### Vad Szemek
Violent Eyes minták között szintén találunk csillámos típusokat. Ezek a szemmatricák csillogóvá varázsolják a szemhéjat.

### Glitter tattoo matricák
Elérhetők olyan csillám tetoválás minták, melyek előre gyártott, matricaszerűen felhelyezhető, kész, csillogó minták. Előnyük, hogy gyorsabban felhelyezhetők, mint az ecsetes ragasztóval készülő csillám tetoválás, bár nem mindig egyszerű a minta bőrre történő átvitele. Nehéz megállapítani továbbá, hogy milyen a rajta levő ragasztó és csillámpor minősége.

## Termékek
Sokféle csillámpor kapható a boltokban. Testfestéshez nem szabad dekorációs célra gyártott csillámport használni. Ezek a csillámporok sokszor fémet, kemény műanyagot, üveget tartalmaznak, és az alkalmazott pigmentek is veszélyt jelenthetnek az érzékeny bőrre. A PVC-ből, PET-ből készült csillámporok nem alkalmasak bőrön való használatra.
A gyártók széles körben biztosítják a termékek elérhetőségét: Eulenspiegel, glitterify.me, Snazaroo, CsillámVilág és Mehron.

## Lásd még
- Testfestés
- Arcfestés
- Hennafestés